# Tomoe Uenová
Tomoe Uenová (* 21. listopadu 1989 Asahikawa) je bývalá japonská zápasnice – judistka.

## Sportovní kariéra
S judem začínala útlém dětství v rodinném dódžó v Júbecu na ostrově Hokkaidó. V roce 2008 následovala své starší sestry Masae a Jošie do profesionálního judistického týmu pojišťovny Mitsui Sumitomo Insurance (MSI) vedené Hisaši Janagisawy a jeho asistenty.. V japonské ženské reprezentaci se pohybovala od roku 2009 ve střední váze do 70 kg. V roce 2012 se nekvalifikovala na olympijské hry v Londýně a na podzim téhož roku s ní MSI neprodloužili smlouvu. Od roku 2013 se připravovala doma v Asahikawě jako členka japonských ozbrojených sil "Džieitai". Sportovní kariéru ukončila v roce 2016.

### Vítězství
- 2011 – 1x světový pohár (Kano Cup)

## Výsledky
| Turnaj            | 2006         | 2007         | 2008         | 2009         | 2010         | 2011         | 2012         |
| Turnaj            | 17           | 18           | 19           | 20           | 21           | 22           | 23           |
| Turnaj            | střední váha | střední váha | střední váha | střední váha | střední váha | střední váha | střední váha |
| ----------------- | ------------ | ------------ | ------------ | ------------ | ------------ | ------------ | ------------ |
| Olympijské hry    |              |              | —            |              |              |              | —            |
| Mistrovství světa |              | —            |              | —            | —            | —            |              |
| Asijské hry       | —            |              |              |              | —            |              |              |
| Mistrovství Asie  |              | —            | —            | 1.           |              | —            | 2.           |
| MS juniorů        | 1.           |              | —            |              |              |              |              |